# Grand Prix Miami 2025
Grand Prix Miami 2025 (oficiálně Formula 1 Crypto.com Miami Grand Prix 2025) se jela na okruhu Miami International Autodrome v Miami v USA dne 4. května 2025. Závod byl šestým v pořadí v sezóně 2025 šampionátu Formule 1 a druhým v sezóně ve sprintovém formátu.

## Sprintová kvalifikace
Sprintová kvalifikace se uskutečnila 2. května 2025 v 16:30 místního času (UTC−4).
| Poř.                        | Č. | Jezdec                | Konstruktér                  | Časy v kvalifikaci | Časy v kvalifikaci | Časy v kvalifikaci | Pořadí na startu |
| Poř.                        | Č. | Jezdec                | Konstruktér                  | SQ1                | SQ2                | SQ3                | Pořadí na startu |
| --------------------------- | -- | --------------------- | ---------------------------- | ------------------ | ------------------ | ------------------ | ---------------- |
| 1                           | 12 | Andrea Kimi Antonelli | Mercedes                     | 1:27.858           | 1:27.384           | 1:26.482           | 1                |
| 2                           | 81 | Oscar Piastri         | McLaren-Mercedes             | 1:27.951           | 1:27.354           | 1:26.527           | 2                |
| 3                           | 4  | Lando Norris          | McLaren-Mercedes             | 1:27.890           | 1:27.109           | 1:26.582           | 3                |
| 4                           | 1  | Max Verstappen        | Red Bull Racing-Honda RBPT   | 1:27.953           | 1:27.245           | 1:26.737           | 4                |
| 5                           | 63 | George Russell        | Mercedes                     | 1:27.688           | 1:27.666           | 1:26.791           | 5                |
| 6                           | 16 | Charles Leclerc       | Ferrari                      | 1:28.325           | 1:27.467           | 1:26.808           | 6                |
| 7                           | 44 | Lewis Hamilton        | Ferrari                      | 1:28.231           | 1:27.546           | 1:27.030           | 7                |
| 8                           | 23 | Alexander Albon       | Williams-Mercedes            | 1:27.859           | 1:27.697           | 1:27.193           | 8                |
| 9                           | 6  | Isack Hadjar          | Racing Bulls-Honda RBPT      | 1:28.394           | 1:27.773           | 1:27.543           | 9                |
| 10                          | 14 | Fernando Alonso       | Aston Martin Aramco-Mercedes | 1:28.455           | 1:27.766           | 1:27.790           | 10               |
| 11                          | 27 | Nico Hülkenberg       | Kick Sauber-Ferrari          | 1:28.542           | 1:27.850           |                    | 11               |
| 12                          | 31 | Esteban Ocon          | Haas-Ferrari                 | 1:28.303           | 1:28.070           |                    | 12               |
| 13                          | 10 | Pierre Gasly          | Alpine-Renault               | 1:28.345           | 1:28.167           |                    | 13               |
| 14                          | 30 | Liam Lawson           | Racing Bulls-Honda RBPT      | 1:28.914           | 1:28.375           |                    | 14               |
| 15                          | 55 | Carlos Sainz Jr.      | Williams-Mercedes            | 1:27.899           | Bez času           |                    | 15               |
| 16                          | 18 | Lance Stroll          | Aston Martin Aramco-Mercedes | 1:29.028           |                    |                    | 16               |
| 17                          | 7  | Jack Doohan           | Alpine-Renault               | 1:29.171           |                    |                    | 17               |
| 18                          | 22 | Júki Cunoda           | Red Bull Racing-Honda RBPT   | 1:29.246           |                    |                    | PL               |
| 19                          | 5  | Gabriel Bortoleto     | Kick Sauber-Ferrari          | 1:29.312           |                    |                    | 18               |
| 20                          | 87 | Oliver Bearman        | Haas-Ferrari                 | 1:29.825           |                    |                    | 19               |
| 107 % času vítěze: 1:33.826 |    |                       |                              |                    |                    |                    |                  |
| Zdroj:                      |    |                       |                              |                    |                    |                    |                  |

Poznámky
1. ↑  Júki Cunoda se kvalifikoval jako 18., odstartovat ale musel z boxů poté, co byl jeho monopost upravován během parc fermé.

## Sprint
Sprint se měl uskutečnit 3. května 2025 ve 12:00 místního času (UTC−4), odstartoval ale až ve 12:28 kvůli dešti. Sprint byl zkrácen o jedno kolo z důvodu přerušené startovní procedury.
| Poř.   | No. | Jezdec                | Konstruktér                  | Počet kol | Čas/Odstoupení | Start | Body |
| ------ | --- | --------------------- | ---------------------------- | --------- | -------------- | ----- | ---- |
| 1      | 4   | Lando Norris          | McLaren-Mercedes             | 18        | 36:37.647      | 3     | 8    |
| 2      | 81  | Oscar Piastri         | McLaren-Mercedes             | 18        | +0.672         | 2     | 7    |
| 3      | 44  | Lewis Hamilton        | Ferrari                      | 18        | +1.073         | 7     | 6    |
| 4      | 63  | George Russell        | Mercedes                     | 18        | +3.127         | 5     | 5    |
| 5      | 18  | Lance Stroll          | Aston Martin Aramco-Mercedes | 18        | +3.412         | 16    | 4    |
| 6      | 22  | Júki Cunoda           | Red Bull Racing-Honda RBPT   | 18        | +5.153         | PL    | 3    |
| 7      | 12  | Andrea Kimi Antonelli | Mercedes                     | 18        | +5.635         | 1     | 2    |
| 8      | 10  | Pierre Gasly          | Alpine-Renault               | 18        | +5.973         | 13    | 1    |
| 9      | 27  | Nico Hülkenberg       | Kick Sauber-Ferrari          | 18        | +6.153         | 11    |      |
| 10     | 6   | Isack Hadjar          | Racing Bulls-Honda RBPT      | 18        | +7.502         | 9     |      |
| 11     | 23  | Alexander Albon       | Williams-Mercedes            | 18        | +7.522         | 8     |      |
| 12     | 31  | Esteban Ocon          | Haas-Ferrari                 | 18        | +8.998         | 12    |      |
| 13     | 30  | Liam Lawson           | Racing Bulls-Honda RBPT      | 18        | +9.024         | 14    |      |
| 14     | 87  | Oliver Bearman        | Haas-Ferrari                 | 18        | +9.218         | 19    |      |
| 15     | 5   | Gabriel Bortoleto     | Kick Sauber-Ferrari          | 18        | +9.675         | 18    |      |
| 16     | 7   | Jack Doohan           | Alpine-Renault               | 18        | +9.909         | 17    |      |
| 17     | 1   | Max Verstappen        | Red Bull Racing-Honda RBPT   | 18        | +12.059        | 4     |      |
| Ret    | 14  | Fernando Alonso       | Aston Martin Aramco-Mercedes | 13        | Nehoda         | 10    |      |
| Ret    | 55  | Carlos Sainz Jr.      | Williams-Mercedes            | 12        | Defekt         | 15    |      |
| DNS    | 16  | Charles Leclerc       | Ferrari                      | 0         | Nehoda         | —     |      |
| Zdroj: |     |                       |                              |           |                |       |      |

Poznámky
1. ↑  Alexander Albon skončil 5., obdržel ale penalizaci 5 sekund za porušení pravidel při jízdě pod safety carem
2. ↑  Liam Lawson skončil 8., obdržel ale penalizaci 5 sekund za kolizi s Fernandem Alonsem.
3. ↑  Oliver Bearman skončil 8., obdržel ale penalizaci 5 sekund za nebezpečné vypuštění v boxech.
4. ↑  Max Verstappen skončil 4., obdržel ale penalizaci 10 sekund za nebezpečné vypuštění v boxech.
5. ↑  Charles Leclerc do sprintu neodstartoval, jelikož naboural při cestě na startovní rošt.

## Kvalifikace
Kvalifikace se uskutečnila 3. května 2025 v 16:15 místního času (UTC−4).
| Poř.                        | Č. | Jezdec                | Konstruktér                  | Časy v kvalifikaci | Časy v kvalifikaci | Časy v kvalifikaci | Pořadí na startu |
| Poř.                        | Č. | Jezdec                | Konstruktér                  | Q1                 | Q2                 | Q3                 | Pořadí na startu |
| --------------------------- | -- | --------------------- | ---------------------------- | ------------------ | ------------------ | ------------------ | ---------------- |
| 1                           | 1  | Max Verstappen        | Red Bull Racing-Honda RBPT   | 1:26.870           | 1:26.643           | 1:26.204           | 1                |
| 2                           | 4  | Lando Norris          | McLaren-Mercedes             | 1:26.955           | 1:26.499           | 1:26.269           | 2                |
| 3                           | 12 | Andrea Kimi Antonelli | Mercedes                     | 1:27.077           | 1:26.606           | 1:26.271           | 3                |
| 4                           | 81 | Oscar Piastri         | McLaren-Mercedes             | 1:27.006           | 1:26.269           | 1:26.375           | 4                |
| 5                           | 63 | George Russell        | Mercedes                     | 1:27.014           | 1:26.575           | 1:26.385           | 5                |
| 6                           | 55 | Carlos Sainz Jr.      | Williams-Mercedes            | 1:27.098           | 1:26.847           | 1:26.569           | 6                |
| 7                           | 23 | Alexander Albon       | Williams-Mercedes            | 1:27.042           | 1:26.855           | 1:26.682           | 7                |
| 8                           | 16 | Charles Leclerc       | Ferrari                      | 1:27.417           | 1:26.948           | 1:26.754           | 8                |
| 9                           | 31 | Esteban Ocon          | Haas-Ferrari                 | 1:27.450           | 1:26.967           | 1:26.824           | 9                |
| 10                          | 22 | Júki Cunoda           | Red Bull Racing-Honda RBPT   | 1:27.298           | 1:26.959           | 1:26.943           | 10               |
| 11                          | 6  | Isack Hadjar          | Racing Bulls-Honda RBPT      | 1:27.301           | 1:26.987           |                    | 11               |
| 12                          | 44 | Lewis Hamilton        | Ferrari                      | 1:27.279           | 1:27.006           |                    | 12               |
| 13                          | 5  | Gabriel Bortoleto     | Kick Sauber-Ferrari          | 1:27.343           | 1:27.151           |                    | 13               |
| 14                          | 7  | Jack Doohan           | Alpine-Renault               | 1:27.422           | 1:27.186           |                    | 14               |
| 15                          | 30 | Liam Lawson           | Racing Bulls-Honda RBPT      | 1:27.444           | 1:27.363           |                    | 15               |
| 16                          | 27 | Nico Hülkenberg       | Kick Sauber-Ferrari          | 1:27.473           |                    |                    | 16               |
| 17                          | 14 | Fernando Alonso       | Aston Martin Aramco-Mercedes | 1:27.604           |                    |                    | 17               |
| 18                          | 10 | Pierre Gasly          | Alpine-Renault               | 1:27.710           |                    |                    | PL               |
| 19                          | 18 | Lance Stroll          | Aston Martin Aramco-Mercedes | 1:27.830           |                    |                    | 18               |
| 20                          | 87 | Oliver Bearman        | Haas-Ferrari                 | 1:27.999           |                    |                    | 19               |
| 107 % času vítěze: 1:32.950 |    |                       |                              |                    |                    |                    |                  |
| Zdroj:                      |    |                       |                              |                    |                    |                    |                  |

Poznámky
1. ↑  Pierre Gasly se kvalifikoval jako 18., odstartovat ale musel z boxů z důvodu úprav jeho monopostu během parc fermé.

## Závod
Závod se uskutečnil 4. května 2025 v 16:00 místního času (UTC−4).
| Poř.   | No. | Jezdec                | Konstruktér                  | Počet kol | Čas/Odstoupení  | Start | Body |
| ------ | --- | --------------------- | ---------------------------- | --------- | --------------- | ----- | ---- |
| 1      | 81  | Oscar Piastri         | McLaren-Mercedes             | 57        | 1:28:51.587     | 4     | 25   |
| 2      | 4   | Lando Norris          | McLaren-Mercedes             | 57        | +4.630          | 2     | 18   |
| 3      | 63  | George Russell        | Mercedes                     | 57        | +37.644         | 5     | 15   |
| 4      | 1   | Max Verstappen        | Red Bull Racing-Honda RBPT   | 57        | +39.956         | 1     | 12   |
| 5      | 23  | Alexander Albon       | Williams-Mercedes            | 57        | +48.067         | 7     | 10   |
| 6      | 12  | Andrea Kimi Antonelli | Mercedes                     | 57        | +55.502         | 3     | 8    |
| 7      | 16  | Charles Leclerc       | Ferrari                      | 57        | +57.036         | 8     | 6    |
| 8      | 44  | Lewis Hamilton        | Ferrari                      | 57        | +1:00.186       | 12    | 4    |
| 9      | 55  | Carlos Sainz Jr.      | Williams-Mercedes            | 57        | +1:00.577       | 6     | 2    |
| 10     | 22  | Júki Cunoda           | Red Bull Racing-Honda RBPT   | 57        | +1:14.434       | 10    | 1    |
| 11     | 6   | Isack Hadjar          | Racing Bulls-Honda RBPT      | 57        | +1:14.602       | 11    |      |
| 12     | 31  | Esteban Ocon          | Haas-Ferrari                 | 57        | +1:22.006       | 9     |      |
| 13     | 10  | Pierre Gasly          | Alpine-Renault               | 57        | +1:30.445       | PL    |      |
| 14     | 27  | Nico Hülkenberg       | Kick Sauber-Ferrari          | 56        | +1 kolo         | 16    |      |
| 15     | 14  | Fernando Alonso       | Aston Martin Aramco-Mercedes | 56        | +1 kolo         | 17    |      |
| 16     | 18  | Lance Stroll          | Aston Martin Aramco-Mercedes | 56        | +1 kolo         | 18    |      |
| Ret    | 30  | Liam Lawson           | Racing Bulls-Honda RBPT      | 36        | Následky nehody | 15    |      |
| Ret    | 5   | Gabriel Bortoleto     | Kick Sauber-Ferrari          | 30        | Motor           | 13    |      |
| Ret    | 87  | Oliver Bearman        | Haas-Ferrari                 | 27        | Motor           | 19    |      |
| Ret    | 7   | Jack Doohan           | Alpine-Renault               | 0         | Kolize          | 14    |      |
| Zdroj: |     |                       |                              |           |                 |       |      |

Poznámky
1. ↑  Júki Cunoda obdržel penalizaci 5 sekund za překročení rychlosti v pit lane.

## Průběžné pořadí po závodě
|        | Pořadí | Jezdec          | Body |
| ------ | ------ | --------------- | ---- |
|        | 1      | Oscar Piastri   | 131  |
|        | 2      | Lando Norris    | 115  |
|        | 3      | Max Verstappen  | 99   |
|        | 4      | George Russell  | 93   |
|        | 5      | Charles Leclerc | 53   |
| Zdroj: |        |                 |      |

|        | Pořadí | Konstruktér                | Body |
| ------ | ------ | -------------------------- | ---- |
|        | 1      | McLaren-Mercedes           | 246  |
|        | 2      | Mercedes                   | 141  |
|        | 3      | Red Bull Racing-Honda RBPT | 105  |
|        | 4      | Ferrari                    | 94   |
|        | 5      | Williams-Mercedes          | 37   |
| Zdroj: |        |                            |      |